# Senat (Saint Lucia)
Senat Saint Lucia – izba wyższa dwuizbowego parlamentu Saint Lucia.
Składa się z jedenaściorga członków, nominowanych na 5-letnią kadencję przez gubernatora generalnego: 6 wskazanych przez premiera, 3 przez lidera opozycji, zaś 2 według własnego uznania. Kandydat na senatora musi mieć ukończone 21 lat, pełnię praw wyborczych, obywatelstwo jednego z państw Wspólnoty Narodów i zamieszkiwać na Saint Lucia od co najmniej 5 lat. Wykluczeni są wysocy urzędnicy służby cywilnej i osoby pełniące funkcję duchownych.
Przewodniczącego Senatu wybierają spośród swego grona na pełną kadencję wszyscy senatorowie na pierwszym posiedzeniu nowego Senatu lub natychmiast po powstaniu wakatu. 

## Przewodniczący Senatu od 1997 r.
| Lp. | Zdjęcie | Imię i nazwisko            | Lata sprawowania urzędu |
| --- | ------- | -------------------------- | ----------------------- |
| 1.  |         | Hilford Deterville         | 1997 - 2007             |
| 2.  |         | Rosemary Husbands-Mathurin | 2007 - 2008             |
| 3.  |         | Gail V. Philip             | 2008 - 2010             |
| 4.  |         | Leonne Theodore-John       | 2010 - 2012             |
| 5.  |         | Claudius J. Francis        | 2012 - 2016             |
| 6.  |         | Andy Daniel                | 2016 - 2018             |
| 7.  |         | Jeannine Giraudy-McIntyre  | 2018 - 2021             |
| 8.  |         | Stanley Felix              | 2021 - 2022             |
| 9.  |         | Alvina Reynolds            | 2022 - nadal            |

## Źródła
- Saint Lucia – Senate. Inter-Parliamentary Union, 13 lipca 2016. [dostęp 2016-07-30]. (ang.).